# San Jerónimo Tecoatl
San Jerónimo Tecoatl è una città e un comune dell'Oaxaca, nel Messico sud-occidentale. Il comune copre una superficie di 17,86 km². Fa parte del distretto di Teotitlán, nel nord della regione della Cañada.
Nel 2010, il comune aveva una popolazione di 1 606 abitanti.